# Taoufik Rajhi
Taoufik Rajhi (arabe : توفيق الراجحي), né en 1961 au Bardo, est un universitaire, économiste et homme politique tunisien.

## Biographie
En 2000, Taoufik Rajhi est agrégé en France en sciences économiques. Enseignant à l'université Panthéon-Sorbonne, il publie plusieurs articles sur la macroéconomie et la théorie de la croissance endogène.
En 2004, il commence à travailler à la Banque africaine de développement, où il a occupé plusieurs responsabilités dans le domaine du développement économique et social.
Il est président fondateur du Cercle des économistes de Tunisie.
Le 14 mai 2015, il est nommé conseiller auprès du chef du gouvernement Habib Essid chargé de la supervision du Conseil d’analyses économiques et du suivi des réformes majeures. Le 12 septembre 2017, il est nommé ministre auprès du chef du gouvernement chargé des Grandes réformes dans le gouvernement de Youssef Chahed. Il est réputé proche du mouvement Ennahdha. À ce titre, il préside la trentième session ministérielle de la Commission économique et sociale pour l'Asie occidentale tenue à Beyrouth du 25 au 28 juin 2018, sous le thème de « la technologie au service du développement durable dans la région arabe ».
Le 8 novembre 2019, il est désigné ministre de la Formation professionnelle et de l'Emploi par intérim. 

## Publications
- Dynamique des politiques de croissance, Paris, Economica, coll. « Approfondissement de la connaissance économique », 1996, 282 p. (ISBN 978-2717830606).